# Puchar Wielkich Mistrzów 2001
Puchar Wielkich Mistrzów 2001 – siatkarski turniej rozegrany w dniach 20-25 listopada 2001 roku w Osace i Nagoi w Japonii.

## System rozgrywek
W Pucharze Wielkich Mistrzów 1997 udział wzięli mistrzowie poszczególnych konfederacji (poza CAVB), gospodarz (Japonia) oraz drużyna, która otrzymała dziką kartę. Wszystkie reprezentacje rozegrały ze sobą po jednym spotkaniu. Zespół, który po rozegraniu wszystkich meczów miał najwięcej punktów, zdobył puchar.

## Drużyny uczestniczące
| Reprezentacja    | Sposób kwalifikacji                            |
| ---------------- | ---------------------------------------------- |
| Brazylia         | mistrz Ameryki Południowej                     |
| Argentyna        | dzika karta                                    |
| Korea Południowa | mistrz Azji                                    |
| Japonia          | gospodarz                                      |
| Kuba             | mistrz Ameryki Północnej, Środkowej i Karaibów |
| Jugosławia       | mistrz Europy                                  |

## Wyniki spotkań

### I runda - Nagoya
| Data  | Drużyna 1        | Wynik | Drużyna 2  | 1     | 2     | 3     | 4     | 5     | * |
| ----- | ---------------- | ----- | ---------- | ----- | ----- | ----- | ----- | ----- | - |
| 20.11 | Korea Południowa | 1:3   | Brazylia   | 21:25 | 21:25 | 25:19 | 19:25 |       |   |
| 20.11 | Kuba             | 3:0   | Jugosławia | 25:20 | 25:22 | 25:23 |       |       |   |
| 20.11 | Japonia          | 3:2   | Argentyna  | 24:26 | 25:21 | 22:25 | 25:17 | 15:13 |   |
| 21.11 | Korea Południowa | 0:3   | Kuba       | 17:25 | 17:25 | 22:25 |       |       |   |
| 21.11 | Brazylia         | 3:0   | Argentyna  | 25:16 | 25:15 | 25:7  |       |       |   |
| 21.11 | Jugosławia       | 3:0   | Japonia    | 25:15 | 25:18 | 25:17 |       |       |   |

### II runda - Tokio
| Data  | Drużyna 1        | Wynik | Drużyna 2        | 1     | 2     | 3     | 4     | 5     | * |
| ----- | ---------------- | ----- | ---------------- | ----- | ----- | ----- | ----- | ----- | - |
| 23.11 | Kuba             | 3:2   | Brazylia         | 25:21 | 22:25 | 20:25 | 25:20 | 15:11 |   |
| 23.11 | Argentyna        | 1:3   | Jugosławia       | 25:22 | 21:25 | 11:25 | 18:25 |       |   |
| 23.11 | Japonia          | 0:3   | Korea Południowa | 21:25 | 21:25 | 25:27 |       |       |   |
| 24.11 | Kuba             | 3:1   | Japonia          | 22:25 | 25:18 | 25:18 | 25:13 |       |   |
| 24.11 | Korea Południowa | 3:1   | Argentyna        | 23:25 | 27:25 | 25:21 | 25:12 |       |   |
| 24.11 | Brazylia         | 3:0   | Jugosławia       | 26:24 | 25:20 | 25:22 |       |       |   |
| 25.11 | Argentyna        | 0:3   | Kuba             | 18:25 | 17:25 | 24:26 |       |       |   |
| 25.11 | Jugosławia       | 3:0   | Korea Południowa | 25:16 | 25:18 | 25:16 |       |       |   |
| 25.11 | Japonia          | 0:3   | Brazylia         | 21:25 | 19:25 | 19:25 |       |       |   |

## Tabela końcowa
| Lp. | Drużyna          | Pkt | Mecze | Mecze | Mecze | Sety | Sety | Sety  | Małe punkty | Małe punkty | Małe punkty |
| Lp. | Drużyna          | Pkt | M     | W     | P     | wyg. | prz. | ratio | zdob.       | str.        | ratio       |
| --- | ---------------- | --- | ----- | ----- | ----- | ---- | ---- | ----- | ----------- | ----------- | ----------- |
| 1   | Kuba             | 10  | 5     | 5     | 0     | 15   | 3    | 5.000 | 430         | 356         | 1.208       |
| 2   | Brazylia         | 9   | 5     | 4     | 1     | 14   | 4    | 3.500 | 422         | 356         | 1.185       |
| 3   | Jugosławia       | 8   | 5     | 3     | 2     | 9    | 7    | 1.286 | 378         | 326         | 1.160       |
| 4   | Korea Południowa | 7   | 5     | 2     | 3     | 7    | 10   | 0.700 | 369         | 394         | 0.937       |
| 5   | Japonia          | 6   | 5     | 1     | 4     | 4    | 14   | 0.286 | 361         | 426         | 0.847       |
| 6   | Argentyna        | 5   | 5     | 0     | 5     | 4    | 15   | 0.267 | 357         | 459         | 0.778       |

Źródło: Tabela
Punktacja: zwycięstwo – 2 pkt; porażka – 1 pkt
Zasady ustalania kolejności: 1. liczba punktów; 2. stosunek setów; 3. stosunek małych punktów; 4. bilans w bezpośrednich meczach

## Klasyfikacja końcowa
| Miejsce | Reprezentacja    |
| ------- | ---------------- |
| złoto   | Kuba             |
| srebro  | Brazylia         |
| brąz    | Jugosławia       |
| 4.      | Korea Południowa |
| 5.      | Japonia          |
| 6.      | Argentyna        |

## Nagrody indywidualne
| MVP            | Najlepszy punktujący | Najlepszy rozgrywający | Najlepszy atakujący | Najlepszy blokujący | Najlepszy serwujący | Najlepszy libero |
| -------------- | -------------------- | ---------------------- | ------------------- | ------------------- | ------------------- | ---------------- |
| Ivan Miljković | Ivan Miljković       | Alain Roca             | Kim Sang-Woo        | Andrija Gerić       | Ángel Dennis        | Vasa Mijić       |